# Iona Iakir
Iona Emanuilovici Iakir (în rusă  Ио́на Эммануи́лович Яки́р; n. 3/15 august 1896, Chișinău, Imperiul Rus – d. 12 iunie 1937, Moscova, RSFS Rusă, URSS) a fost un militar sovietic moldovean, comandant al Armatei Roșii, o figură importantă a Războiului Civil Rus.

## Începuturi
Acesta s-a născut în Chișinău, într-o familie de evrei basarabeni. Din cauza legislației antisemite rusești, acesta a fost nevoit să studieze la Basel, Elveția, chimia. 

## Basarabia și Războiul Civil Rus
În timpul primului război mondial, s-a întors în Imperiul Rus, unde a devenit un admirator al lui Vladimir Lenin. În 1917 s-a întors la Chișinău și s-a înscris în Partidul Bolșevic. A devenit membru al Comitetul Revoluționar al Basarabiei (alături de Cristian Racovski, Anatolie Popa, Grigore Borisov, Filipp Levenson etc.). În timpul intervenției armatei române din Basarabia, acesta a făcut parte din rezistența pro-bolșevică a Basarabiei, dar fără succes. 
Fugind din Basarabia, acesta a luptat în Ucraina împotriva armatei austro-ungare, iar apoi în Războiul Civil Rus, ajungând comisar la Voronej. A luptat și împotriva mișcării naționalist-separatiste a Cazacilor din Don. În cadrul acestei bătălii, a urmat ordinele lui Lenin de a presecuta populația civilă cazacă, fiind responsabil de exterminarea a aproape jumătate din populația cazacă de sex masculin. S-a remarcat ca un autor important al Terorii roșii. A mai luprat și în Ucraina, la Jîtomîr, în războiul polono-sovietic.

## Cariera politică, dizgrația și decesul
După război, Iakir a urcat în funcții în cadrul Armatei Roșii. A fost un apropiat al lui Mihail Frunze, dar și al lui Mihail Tuhacevski. Mareșalul german Paul von Hindenburg l-a catalogat drept unul dintre cei mai talentați comandanți militari din perioada interbelică.
Ca politician, a făcut parte din biroul politic al Partidului Comunist al Ucrainei. Acesta s-a remarcat ca un politician docil, care a urmat linia stalinistă. În timpul colectivizării forțate, acesta a dus o politică represivă împotriva țăranilor. Unii istorici îl consideră chiar unul dintre principalii responsabili pentru Holodomor.
Totuși, obediența s-a față de regimul lui Iosif Stalin nu l-a scăpat de Marea Epurare. A fost, alături de vechiul său prieten Mihail Tuhacevski una dintre primele victime ale epurărilor staliniste, fiind acuzat de spionaj pentru Germania Nazistă și de troțkism. A fost executat pe 12 iunie 1937, la Moscova. A fost reabilitat post-mortem de Nikita Hrușciov în 1957. Cenotaful său se află în cimitirul Vvendeskoye din Moscova.

## Iakir înMoldova sovietică
În perioada sovietică, numeroase străzi din localitățile basarabene au fost denumite în cinstea sa, majoritatea denumirilor fiind schimbate după căderea comunismului. Totuși, în zilele noastre, o stradă din Orhei, precum și una din Strășeni, încă îi poartă numele. De asemenea, mai există strada Iona Iakir în Tiraspol.